# Sporisorium iseilematis-vaginiflori
Sporisorium iseilematis-vaginiflori är en svampart som beskrevs av Vánky 1999. Sporisorium iseilematis-vaginiflori ingår i släktet Sporisorium och familjen Ustilaginaceae.   Inga underarter finns listade i Catalogue of Life.